# La Lupe
Lupe Victoria Yolí Raymond (Santiago de Cuba, 23 de diciembre de 1939-El Bronx, Nueva York, 29 de febrero de 1992), conocida como La Lupe, fue una cantante cubana. 

## Biografía

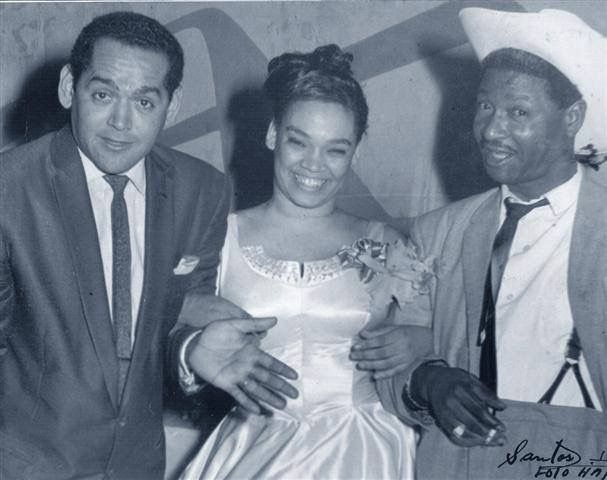
La Lupe con Pacho Alonso (izquierda) y Benny Moré (derecha), c. 1959. Los tres eran artistas de grabación de Discuba, un sello de RCA Victor.

Lupe Victoria Yolí Raymond nació el 23 de diciembre de 1939 en Santiago de Cuba, aunque algunas fuentes mencionan erróneamente que su nacimiento ocurrió en 1936. También existe la idea difundida de que su nombre de pila sería Guadalupe, en realidad fue registrada como Lupe, ese es su nombre original. Este hecho ha sido demostrado por el investigador Reinaldo Cedeño, quien rescató el registro original de nacimiento de La Lupe. Se introdujo en el mundo de la música cantando en distintos locales habaneros, una vez terminada, por exigencia paterna, su carrera de magisterio o de maestra. En 1959 formó, junto a su primer esposo, Eulogio "Yoyo" Reyes, el Trío Tropicuba, que comenzó a presentarse de forma permanente en un pequeño pero legendario bar de La Habana, llamado La Red. Su forma de cantar, llena de energía y con un cierto toque estrafalario, la hizo famosa en la ciudad. 
Exiliada de Cuba, pues su forma de cantar no era bien vista por el nuevo régimen fidelista que se había implantado en el país, viajó a México y de allí el representante de artistas cubanos, Tito Garrote decidió recomendarla a Catalino quien se la pasó a Mongo Santamaría en Nueva York que era una ciudad menos conservadora y más liberal. Entonces La Lupe se va a Nueva York donde Mongo Santamaría la pone a cantar en un bar de Midtown: La Barraca y luego graban el disco Mongo Introduces La Lupe (1963) sin embargo, ciertas desavenencias con Santamaría fueron aprovechadas por el sello Tico Records para formar un tándem de Lupe con Tito Puente, que grabaron cuatro discos que tuvieron un éxito inaudito y la catapultaron al estrellato en Nueva York.
Es en esa etapa que su fama llega a compararse a la de Celia Cruz, siendo La Lupe más famosa. El éxito de La Lupe se debió en parte a su canto aguerrido, su peculiar y única manera de afrontar el bolero y la cada vez mayor influencia de una música latina alejada de los formalismos de salón que imperaron, en los años 1950, en la ciudad de los rascacielos. Ese canto arrabalero, más propio del barrio que de un salón de baile, halló en La Lupe su mejor exponente femenino. Sin embargo, era también capaz de interpretar con mesura y contención, aunque sin perder la intensidad dramática, temas de amor elegantísimos como «Si vuelves tú» o «Amor gitano», que fueron dos de sus mayores éxitos. Viajó por algunos países de la región, pero su éxito en esos viajes se dio en Venezuela, donde fue cartel principal en los reputados carnavales de Caracas, en los que ganó premios. 
A finales de los 1960, sin embargo, varios factores incidieron para que su estrellato decayese. Su vida personal y sentimental era un auténtico terremoto: ella era santera y muchos de sus «mayore» se aprovechaban de su influencia y dinero; su segundo esposo, Willie García, empezó a desarrollar un cuadro esquizofrénico que la obligó a gastar ingentes sumas de dinero en tratamientos médicos; sus hábitos dispendiosos hacían que, por ejemplo, gastase los 20 000 dólares que ganaba en un concierto en un nuevo abrigo de piel.
Otro decisivo factor para que La Lupe cayera fue la llegada de Celia Cruz a Nueva York, quien firmó contrato con Fania Records para formar parte de la Fania All Stars. El sello Fania dominaba todo el mercado Latino y habían adquirido el sello Tico Records al que pertenecía La Lupe, a la cual decidieron dejar en un segundo plano teniendo ya a Cruz.
Ese solapado ambiente de sustitución colapsó mediante un altercado directo de La Lupe en contra de Cruz, que salió a la luz. Dicho suceso ocurrió en una entrevista realizada a La Lupe donde, además de dejar clara su molestia por los privilegios de la disquera con Celia, en tono de broma afirmaba que el marido de la cantante (Pedro Knight) era palero. Y aunque la conversación que sostuvo La Lupe con la periodista fue "off the record", salió publicada en El Diario La Prensa. Dicha publicación molestó sobremanera a Celia, quien puso un ultimátum a los directivos de Fania Records para que decidieran entre ella y La Lupe.
Las palabras de Celia Cruz fueron contundentes e irrevocables, y aunque era difícil la situación, puesto que antes que Cruz llegara, La Lupe había producido muchas ganancias a Tico Records, los directivos sin remordimientos le plantearon a La Lupe la terminación de sus relaciones con ella. La Lupe respondió con súplicas para que no la dejaran fuera, pero no hubo arreglo y así terminó la fama de La Lupe, el punto final a un corto periodo de éxitos. Ese día fue el más doloroso para La Lupe, que presintió que su carrera estaba terminada, sabiendo que quedaba completamente out side, ya que Fania no solo dominaba el mundo de los discos, sino también todas las promociones, centros nocturnos, espectáculos, teatros y hasta centros públicos.
En 1978 La Lupe pedía encarecidamente a Fania que dejara de manejar sus discos, para poder así buscar acomodo en otra casa disquera. Tito Puente, incluso, intercedió para que eso sucediera, pero la respuesta que recibieron fue la propuesta de grabar un disco, La pareja, de desigual factura y poca relevancia entre el público. La casi nula publicidad que recibió la grabación contribuyó a que el esperado retorno de la cantante fuese solo una ilusión.
Ya en la pobreza, con su mansión hipotecada, se mudó a Puerto Rico durante unos meses, mientras esperaba recibir algún contrato para cantar en los escenarios. El viaje a Puerto Rico fue el fracaso sobre su fracaso, ya que le trajo problemas con varias cadenas televisivas, su peculiar estilo de bailar e interpretar algunas canciones ya no eran bien recibidos y para obtener atracción las llevó más allá de lo permitido y fue muy mal visto y criticado. No le quedó remedio que regresar a Nueva York y aceptar el retiro en 1980. 
A finales de los 80 se convirtió a la religión evangelista y compuso e interpretó canciones que fueron recopiladas en unos casetes. No obstante, su salero y particular forma interpretativa siempre tuvieron la facultad de imprimirle su impronta popular y cabaretera. Fue capaz de emparejar a un aleluya, gloria a Dios el gemido más sensual posible en la noche tropical.

## Muerte
Raymond murió repentinamente el 29 de febrero de 1992, falleció mientras dormía a causa de un infarto fulminante. Tenía 52 años. Su cuerpo descansa en el cementerio St. Raymond's, ubicado en El Bronx.

## Homenajes póstumos
En 1996, la cantante La India junto con Tito Puente editan el disco Jazzin, de donde se desprende el sencillo "Fever" y más tarde, en 1999, edita el disco "Sola" donde se desprenden los temas "Si vuelves tú" y "Que te pedí".
En 2002, la ciudad de Nueva York bautizó como "La Lupe Way" la antigua calle East 140 del Bronx, en memoria suya.
La escritora cubana Daína Chaviano incorporó a La Lupe haciendo un cameo dentro de la novela La isla de los amores infinitos (Grijalbo, 2006), obra ganadora de la medalla de oro en el certamen Florida Book Awrds 2007 y traducida a 25 idiomas.
A finales de 2008, el escritor dominicano Rafael Darío Durán pone en circulación el libro Con el diablo en el cuerpo, que habla sobre el estilo irreverente de la cantante en los escenarios.
En 2009 se ha presentado una película titulada La Mala y protagonizada por Lena Burke y Jorge Perugorría en la que se trató de plasmar la vida de La Lupe en otro personaje. 
En 2010, la Villa del Cine estrena en Venezuela el film Cheila, una casa pa' maita, escrito por Elio Palencia y que en una secuencia dedica un homenaje a La Lupe con la canción "Que te pedí", que es interpretada por un travesti amigo de Cheila y también por la actriz Simona Chirinos. 
A 20 años de su muerte, la periodista y escritora Carmen Mirabal, publica La Lupe: La leyenda, donde narra un perfil de la Yiyiyi que muy pocos conocen.
Entre 2012 y 2013, la actriz venezolana Mariaca Semprún, encarna a La Lupe en la pieza teatral "La Reina del Desamor" escrita por Gabriel Díaz, donde demuestra sus dotes como cantante y actriz. Cabe mencionar que en años anteriores la cantante Estelita del Llano había hecho ya un monólogo llamado "Yo Soy La Lupe" escrito por Ciro Acevedo.
En 2013 el cantante argentino Vicentico compuso la versión "Puro Teatro", para la banda sonora de Farsantes.
En septiembre del mismo año se ha presentado la obra de teatro "La Lupe en tres tiempos" en Miami, protagonizada por la cantante Aymee Nuviola, escrita por Juancé Gómez y dirigida por Rosalba Maldonado.
En 2020 la cantante Kali Uchis añade un cover de "Qué te pedí" en su segundo álbum de estudio Sin Miedo (del Amor y Otros Demonios) ∞.

## Discografía

### En solitario
- Con el diablo en el cuerpo (Discuba, 1961)
- La Lupe Is Back (Discuba, 1962)
- La Lupe y su alma venezolana (Tico, 1966)
- A mí me llaman La Lupe (Tico, 1966)
- The Queen Does Her Own Thing (Roulette, 1967)
- Dos lados de La Lupe (Tico, 1968)
- Reina de la canción latina (Tico, 1968)
- Apasionada (Tico, 1978)
- La era de La Lupe (1968)
- La Lupe es la reina (Tico, 1969)
- Definitivamente la Yiyiyi (Tico, 1970)
- That Genius Called the Queen (Tico, 1970)
- La Lupe en Madrid (Tico, 1971)
- Stop, I'm Free Again (Tico, 1972)
- ¿Pero cómo va a ser? (Tico, 1973)
- Un encuentro con La Lupe (Tico, 1974)
- Única en su clase (Tico, 1977)
- En algo nuevo (Tico, 1980)

### Con Mongo Santamaría
- Mongo Introduces La Lupe (Riverside, 1963)

### Con Tito Puente
- La Exitane Lupe canta con Tito Puente (Tico, 1965)
- You n' Me / Tú y yo (Tico, 1965)
- Homenaje a Rafael Hernández (Tico, 1966)
- The King and I / El Rey y yo (Tico, 1967)
- La pareja (Tico, 1978)
- "Todo" feat. Tito Puente
- "Dile que venga" feat. Tito Puente